# آسسمانسهاوزن
آسسمانسهاوزن (به آلمانی: Assmannshausen) یک منطقهٔ مسکونی در آلمان است که در رودزهایم آم راین واقع شده‌است. آسسمانسهاوزن ۹۸۰ نفر جمعیت دارد.

## نگارخانه

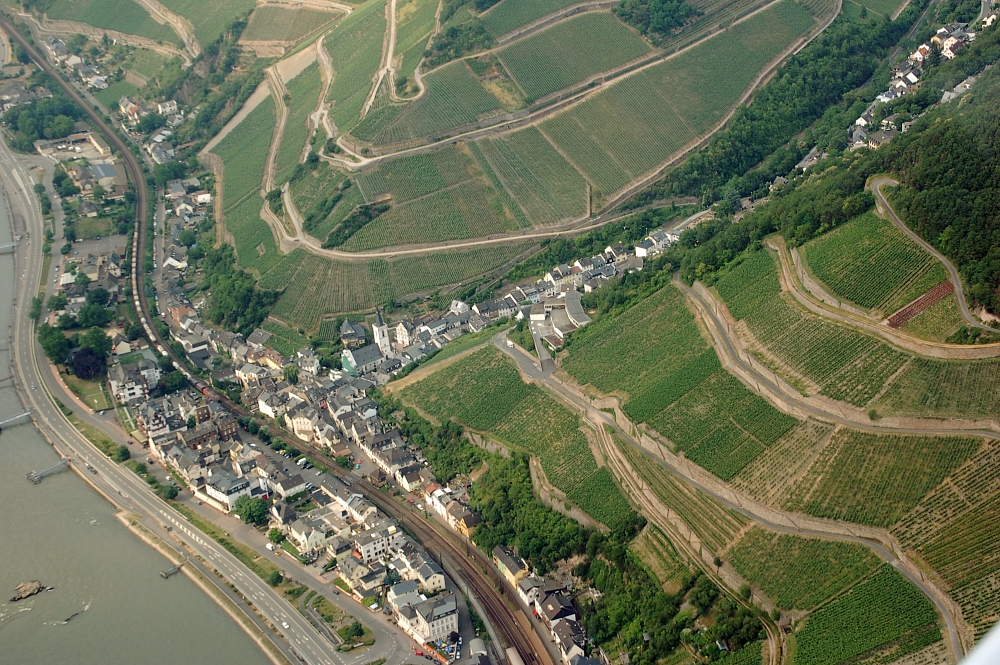
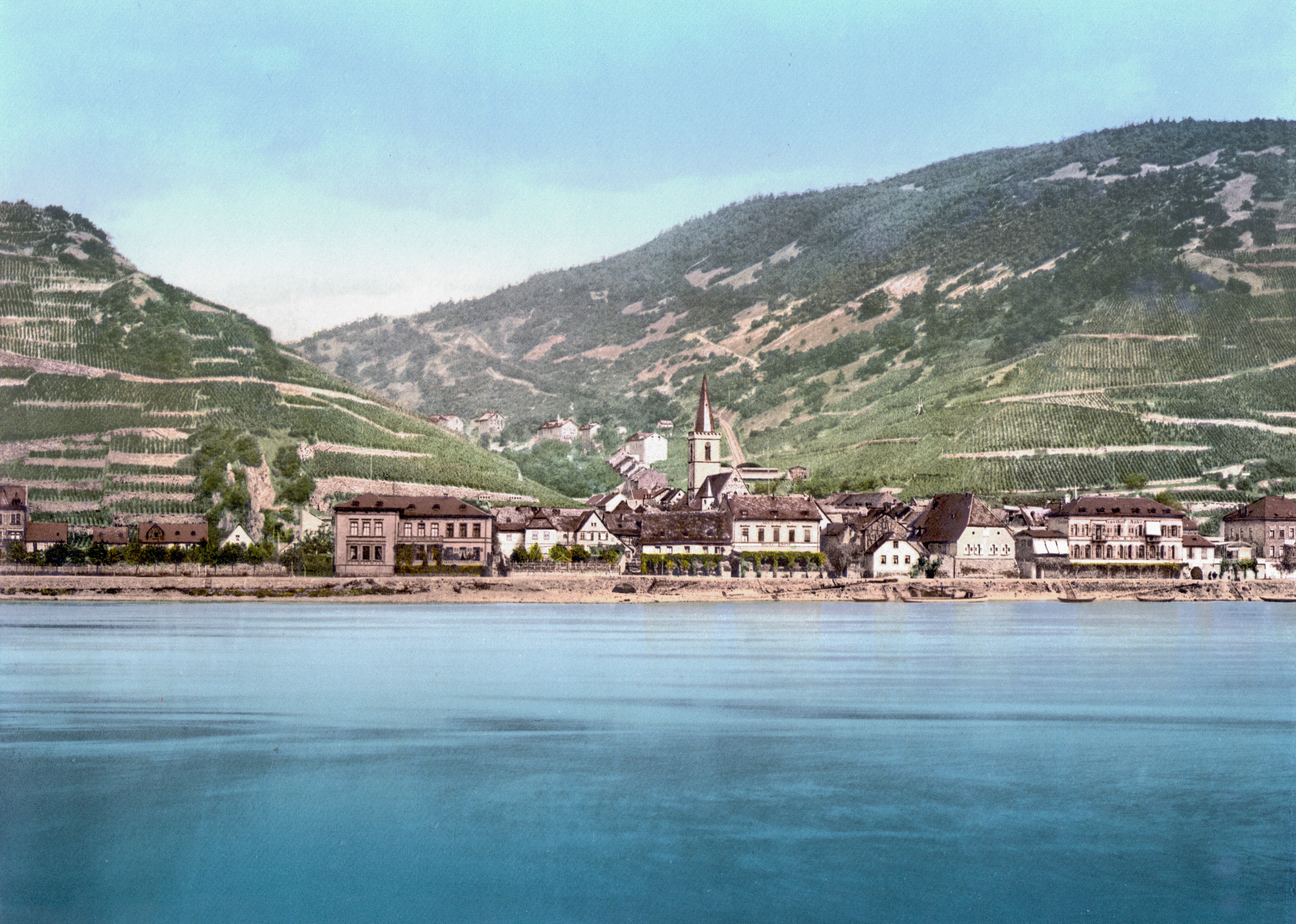
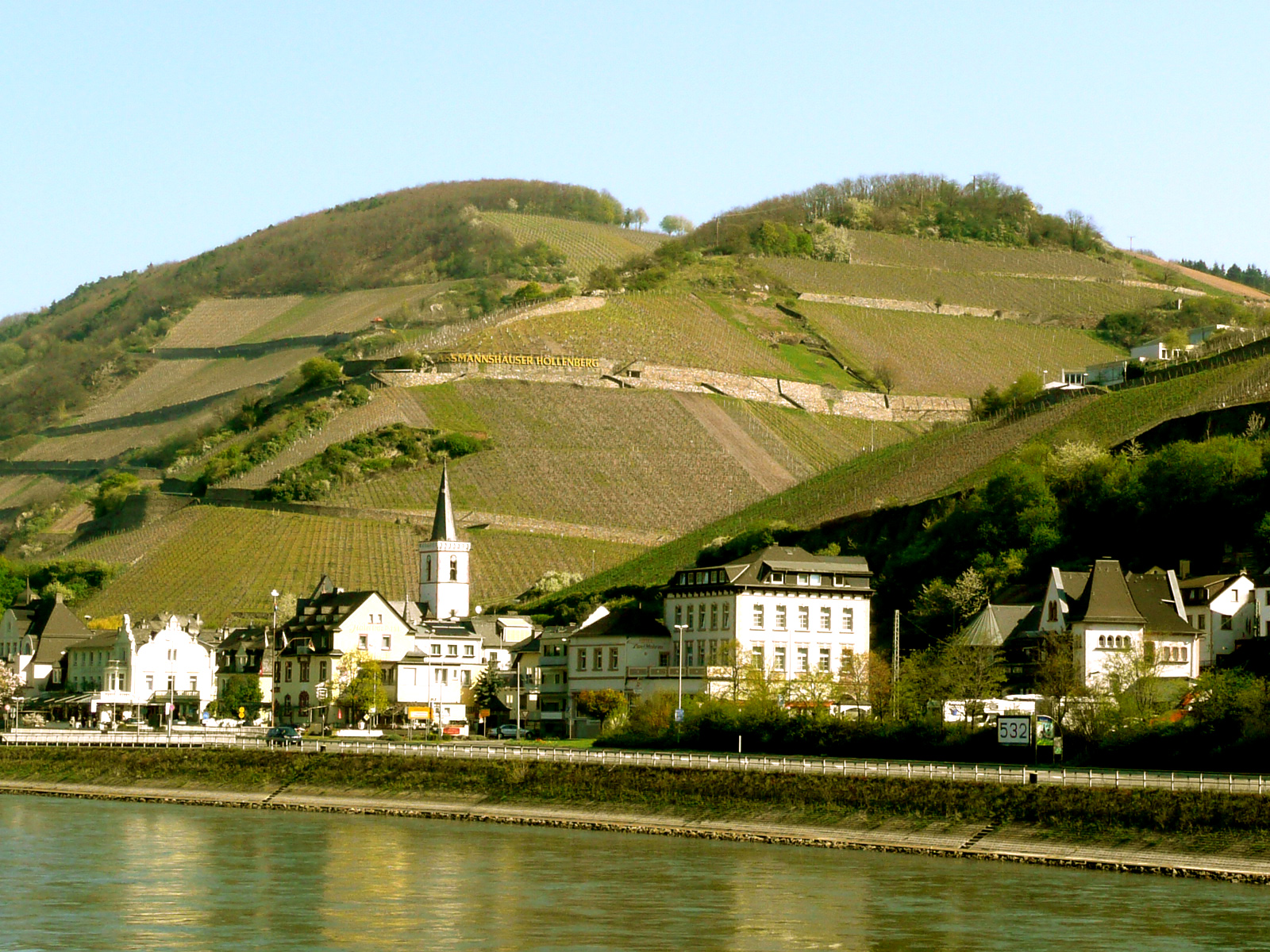
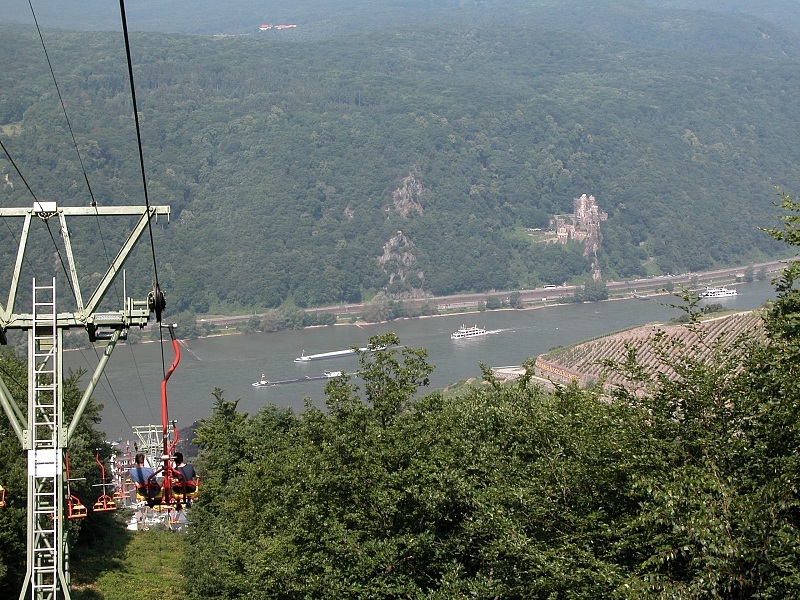
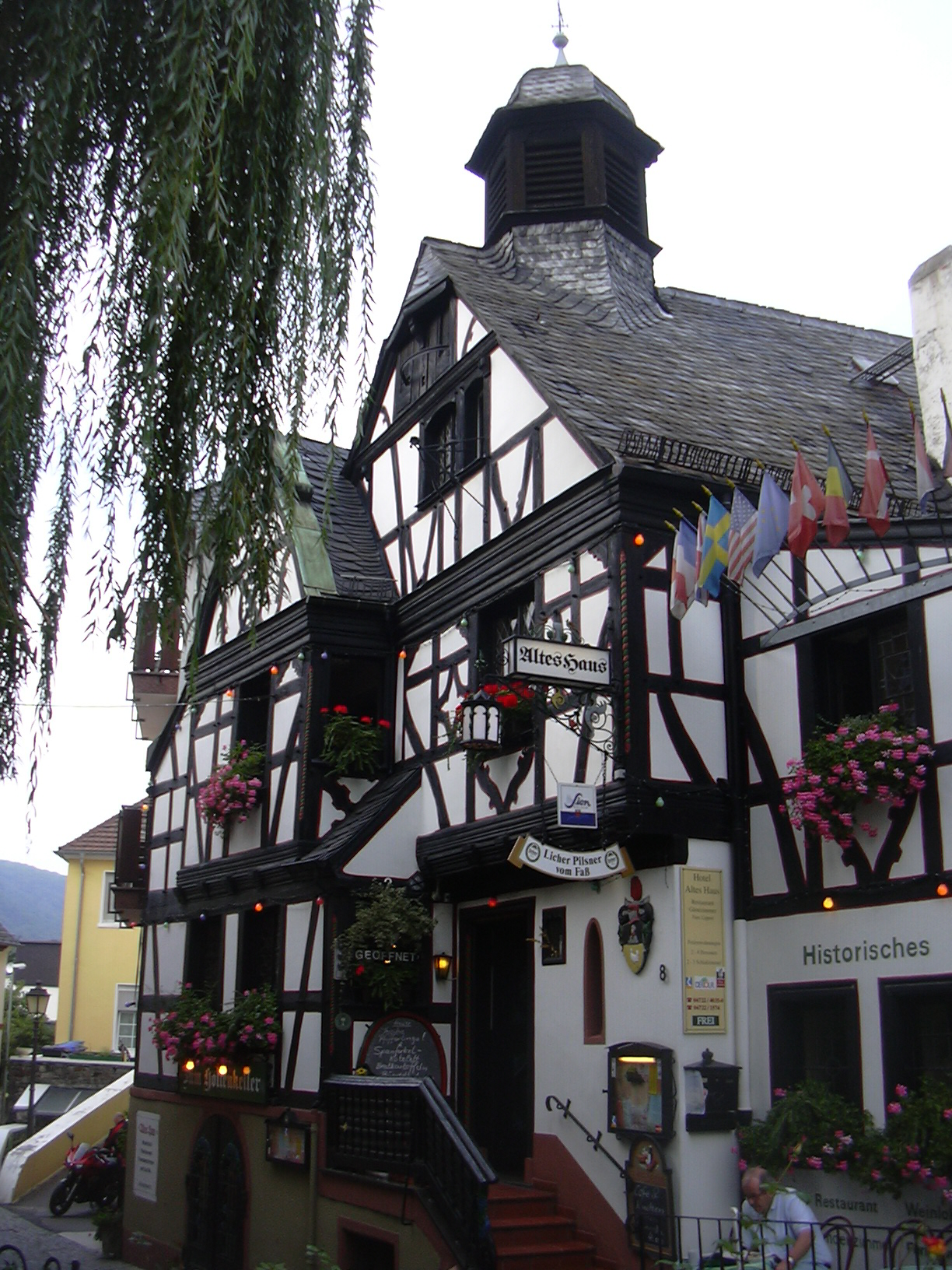